# Carlos Alberto Mariño Sabogal
Carlos Alberto Mariño Sabogal (Girardot, Cundinamarca, 1918-Bogotá, Colombia; ?) fue un militar colombiano.

## Biografía
Nació el 20 de agosto de 1918. Cursó sus estudios en el Colegio de San Bartolomé; título oficial, Escuela Militar de Cadetes, Bogotá, 1937. Estudios superiores, Fort Benning y Maxwell Air Force Base, Alabama, Estados Unidos, 1944; paracaidista, infante, comando y Estado Mayor.
Fue comandante de la Compañía de Cadetes Ernesto Samper en 1946 y jefe del Departamento de Estado Mayor Aéreo, 1959. Como militar, participó en los hechos de la llamada Violencia Bipartidista en Colombia y en los hechos acaecidos anteriormente a la subida a la presidencia del general Gustavo Rojas Pinilla.
Condecoraciones por Servicios:
- Trece de Junio, 1954.
- Antonio Nariño, 1954.
- Antonio Ricaurte, 1955.